# Michaël Ferrier
Pour les articles homonymes, voir Ferrier (homonymie).
Œuvres principales
- Tokyo, petits portraits de l'aube
- Sympathie pour le Fantôme
- Fukushima, récit d'un désastre
- Mémoires d'outre-mer
- François, portrait d'un absent

Michaël Ferrier, né le 14 août 1967 à Strasbourg, est un écrivain et essayiste français qui vit à Tokyo, où il enseigne la littérature.

## Biographie

### Formation et enseignement
Grand-mère indienne, grand-père mauricien, né en Alsace, Michaël Ferrier passe son enfance en Afrique et dans l'océan Indien, puis fait ses études à Paris. Ancien élève de l’École normale supérieure de Fontenay-aux-Roses, agrégé de lettres, docteur ès-lettres de l'université Paris-Sorbonne, il est professeur à l'université Chuo de Tokyo (Japon), où il dirige le groupe de recherches « Figures de l'étranger », sur les représentations de l’altérité dans les sociétés contemporaines.
Il collabore régulièrement pour des critiques littéraires et artistiques aux revues Art Press, L'Infini et la Nouvelle Revue française, mais c'est surtout par ses romans et ses essais qu'il s'est fait connaître, notamment par l'analyse qu'il a donnée du désastre de Fukushima, dont il fut le témoin direct.

## Présentation de l'œuvre
L'œuvre de Michaël Ferrier est à la fois celle d'un essayiste et d'un romancier : elle se situe aux frontières de plusieurs univers culturels (français, japonais, créole) et de plusieurs disciplines (littérature, musique, philosophie, critique d'art).
Ses essais portent sur les regards croisés entre les cultures, et notamment la culture japonaise, prise non comme une entité essentialisée mais comme le résultat de processus complexes de traductions et de circulations (techniques, savoirs, personnes), en référence constante à d'autres aires géographiques, particulièrement les mondes créoles.
Il a aussi publié plusieurs romans, salués par la critique : Kizu (la Lézarde), Tokyo, petits portraits de l'aube (prix littéraire de l'Asie 2005), Sympathie pour le Fantôme (prix littéraire de la Porte Dorée 2011), Mémoires d'outre-mer (prix Franz-Hessel 2015 et prix du Salon du livre Athéna - Ville de Saint-Pierre), François, portrait d'un absent (Prix Décembre 2018).
Depuis 2012, il soutient Bibliothèques sans frontières, une jeune ONG qui vise à faciliter l'accès au savoir dans les pays en développement.
L'écriture de Michaël Ferrier est marquée par le thème des rencontres interculturelles, ainsi que par une réflexion sur la mémoire, la violence et le temps, comme l'illustre le livre qui évoque son expérience à Fukushima au moment de la catastrophe de 2011, et qui constitue une réflexion sur ce qu'il nomme la « demi-vie », un concept qui s'impose aujourd'hui dans les sociétés nucléarisées : Fukushima, récit d'un désastre (Gallimard, 2012).
Michaël Ferrier a reçu en 2012 le prix Édouard-Glissant pour l'ensemble de son œuvre. Il bénéficie aussi d’une audience internationale : des universités prestigieuses ont en effet consacré des colloques à son œuvre. Après un premier colloque international dès 2017 à l’université d'Édimbourg, réunissant des spécialistes venus d'Angleterre, de France, des États-Unis et du Japon, l’université du Tohoku au Japon et l’université de Londres (Birkbeck, Université de Londres) lui ont également consacré des colloques en 2019, avant l'University State of Florida en 2022. Ses livres sont traduits ou en cours de traduction dans de nombreux pays : Chine, États-Unis, Italie, Japon, Portugal, Inde...

## Style d’écriture
La critique littéraire en général et les écrivains en particulier s’accordent à reconnaître en Ferrier un grand styliste de la langue française. L’écrivain et journaliste Olivier Mony souligne par exemple son « infinie délicatesse de plume », ainsi que son sens aigu d’une « ligne claire » narrative absolument moderne dans le récit de soi », paradoxalement alliée à une grande « mixité des genres ».
Josyane Savigneau parle également d’« une écriture pleine de délicatesse », tandis qu’à l’occasion de la parution de Scrabble, une enfance tchadienne en 2019, la revue Hommes et Migrations insiste sur son art de la description : « Michaël Ferrier rend toutes les descriptions passionnantes. Il enrichit le lecteur d'une vive sensibilité qui nimbe le moindre événement, le plus petit personnage, l'animal le plus insignifiant, d'une kaléidoscopique lumière d'images et de sens. ». »
À cet art de la description est indissociablement mêlé un art de la sensation, où l’érudition se mêle à la sensualité : « l’écriture de Michaël Ferrier (…) sécrète aussi une forme de sensualité dans cette fusion avec la nature, dans cette exploration sensorielle de « territoires nomades »,« d’eaux limoneuses », de « zones fantômes ». Dans une étourdissante collecte de « fragments de savoir », Michaël Ferrier cristallise ses sensations en un souvenir impérissable. »
Quant à l’écrivain Philippe Labro, il parle d’une écriture « d'une beauté presque stupéfiante. (...) Sa prose n’est pas une prose, c’est un chant, un concert d’images, de scènes et de dialogues. »
Une « somptueuse écriture », écrit aussi Patrick Chamoiseau, « une enthousiasmante voltige de l’écriture et de la vision » (dans le livre Michaël Ferrier, un écrivain du corail, Paris, Éditions Honoré Champion, 2021).

## Filiation japonaise et polyphonie: «l’œuvre-corail»
Très tôt, la critique a mis en avant la filiation japonaise de l’œuvre de Ferrier, qui vit au Japon depuis plus de trente ans. René de Ceccatty écrit par exemple : « Un lecteur familier de la  littérature japonaise d’avant-guerre sera heureux de trouver cette étrange modernisation d’un fonds poétique commun à Osamu Dazai, à Kafū Nagai, à  Akutagawa.» (René de Ceccatty, « Chez soi, à l’étranger : le Japon, avec justesse, de Michaël Ferrier », Le Monde des livres, 2004).
De même, la critique littéraire anglo-japonaise Akane Kawakami-Davis, professeur à l’université de Londres (Birkbeck, Université de Londres) insiste sur le fait que « Ferrier traduit les principes et la praxis du kanji et de ses manifestations calligraphiques dans son style d’écriture, (…) et qu’il réussit ainsi à créer une représentation de la culture japonaise qui intègre pleinement le Japon dans sa matière, dans la logique qui gouverne ses structures. » (« Calligraphy or Photography? Representations of the City in Michaël Ferrier’s Tokyo, petits portraits de l’aube », Australian journal of French studies, 2018).
L’importance du Japon dans l’œuvre est à la fois thématique et structurelle, et elle a donné lieu à plusieurs études, mais nombreux sont les exégètes qui insistent sur le fait que cette référence, loin d’être exclusive, ouvre au contraire sur plusieurs aires linguistiques et culturelles. Tandis que Muraishi évoque la « composition polyphonique » des livres de Ferrier, son goût pour la strette, la fugue ou le contrepoint en musique, Hannah Holtzman, professeur à l’université de San Diego, note ainsi « la facilité avec laquelle Ferrier passe d’une langue et d’une tradition littéraire à une autre », insistant sur l’originalité d’un auteur inclassable (« “Les Français ne savent pas où me mettre” : situer les petits portraits de Michaël Ferrier »).
Le philosophe Hervé Couchot, professeur à l’université Sophia (Tokyo), décrit de son côté une œuvre qui « chevauche les frontières et les règnes produisant un court-circuitage généralisé des codes et des classifications » (« L’esthétique de la fêlure dans les romans de Michaël Ferrier ») : d’où par exemple les thématiques de la fêlure ou du fantôme, lignes qui traversent les bâtiments, les corps ou les mémoires. Même analyse chez l’essayiste et universitaire Christian Doumet (Université Paris-Sorbonne), analysant les Mémoires d’outre-mer : « C’est là, je crois, ce qu’il y a de plus remarquable dans ce livre : qu’en tout ce qu’il touche, il désespère la notion de territoire. » (« Mémoire, singulier et pluriel »).
Les critiques parlent alors d’une « esthétique de la lézarde » (Couchot) ou, reprenant une expression qui figure dans François, portrait d’un absent, d’un « art du « court-circuit » » (Mevel, Muraishi), ou d’un « écrivain-corail ». La conception de l’œuvre d’art comme « corail », trouvant sa légitimité dans le caractère pluricellulaire et inclassable de ce superorganisme, revient à plusieurs reprises : « La métaphore du corail reflète donc bien le caractère protéiforme et foisonnant (…), émanant d'une conception de la littérature comme un espace insulaire pluriel, nourri de phénomènes d'hybridité et de métissage, entre considérations politiques, historiques et mémorielles » (Michaël Ferrier, un écrivain du corail, Paris, Éditions Honoré Champion, 2021).

## Le rapport à la musique
« Ferrier est musicien, il a jadis consacré une thèse importante à la musique dans l’œuvre de Céline (thèse soutenue à l’Université Paris IV en mars 1998), a publié Céline et la chanson : de quelques oreilles que la poétique de Céline prête aux formes chantées. Cette présence de la musique est une constante dans l’œuvre, elle ne se borne pas à dicter des métaphores comme c’est trop souvent le cas, mais donne véritablement forme à l’écriture. C’est ainsi que le titre Sympathie pour le fantôme fait vibrer, par « sympathie », le titre sous-jacent Sympathy for the devil des Rolling Stones », explique Anne Roche, dans un des ouvrages critiques qui lui est consacré.
Cette compétence musicale peut s’exprimer par des articles critiques, comme celui publié sur « Balzac, Céline et Romain Rolland : entre la musique et le roman », dans la revue d’agrégation de musique Analyse musicale (Paris, n°41, 2001), mais elle se manifeste surtout dans les romans. Josyane Savigneau note par exemple la « composition très musicale : « ouverture au noir », trois parties, et une « coda »» de François, portrait d'un absent, qui s’ouvre d’ailleurs sur une citation sur la musique de Matteo Ricci et contient des analyses musicales sur le doigté de Thelonious Monk ou sur l’interprétation de Jean-Sébastien Bach par le claveciniste Gustav Leonhardt. Les ouvertures de Ferrier sont d’ailleurs très souvent musicales : Mémoires d’outre-mer commence par une « partition de roche et de feuillages (…), une musique d’une légèreté incroyable » et se poursuit avec les numéros musicaux du Cirque Bartolini (Mozart, Vivaldi, Monteverdi) et le « Creole Jazz band » du Nouvel Hôtel, clin d’œil au Creole Jazz Band de King Oliver. Les références au blues et au jazz sont nombreuses, souvent pointues (Johnny Dodds, Chippie Hill…), ainsi que la musique classique et les diverses formes de l’opéra, sur lesquelles Ferrier a soutenu en Sorbonne une thèse volumineuse.
Enfin, Scrabble, une enfance tchadienne, livre une partie de la genèse de cette passion musicale, dominée par un long apprentissage de la flûte classique et du piano, mais aussi d’instruments africains plus rares : le kundu, le balafon et le xylophone, enseignés à Ferrier pendant son enfance.
La musique imprègne ainsi tous les romans de Ferrier, tant pour leur thématique que pour leur composition, à tel point que certains critiques y voient « des romans qu’on pourrait dire rhapsodiques » (Cailler).

## Écrits sur l’art
Docteur ès-Lettres et arts de l’Université Paris-Sorbonne, Ferrier a collaboré au magazine Art Press et publié de nombreux textes sur l’art, s’intéressant aussi bien aux artistes classiques (Hokusai, le Japonisme, Picasso) qu’à l’art contemporain, aussi bien dans le domaine japonais (Makoto Aida, Takashi Arai, Chim↑Pom, Nobuyoshi Araki…) que dans le domaine international (Mitch Epstein, Raffi Kaiser, Jasper Morrison, Picasso…). Outre ces nombreux textes, ses romans sont aussi souvent l’occasion de longs développements artistiques, comme sur le marchand d’art Ambroise Vollard dans Sympathie pour le Fantôme par exemple ou sur Picasso et le Bateau-Lavoir dans François, portrait d'un absent.
Les principes de Ferrier critique d’art ont été exposés dans le livre-somme qu’il a dirigé sur les artistes de Fukushima, et qui a pu être présenté comme « un ouvrage collectif fondamental »  : en donnant une large part à l’iconographie, « qui suscite à la fois la réflexion et la délectation », ainsi qu’aux voix des artistes eux-mêmes dans une perspective internationale et plurilingue (français/japonais/anglais), il s’agit de s’interroger sur les divers régimes de visibilité à l’œuvre sur plusieurs niveaux dans le monde aujourd’hui (« esthétique, éthique, technique ») et de « penser l’art au niveau de sa création mais aussi de sa diffusion et de son exposition, (…) et à repenser à la fois ses modalités de présentation, de circulation et de participation. »

## Adaptations théâtrales et musicales
L’œuvre de Michaël Ferrier a été adaptée plusieurs fois à la scène, que ce soit en solo (mise en scène de Yoshi Oida au Théâtre de Lenche de Marseille et à la Maison de la Culture du Japon à Paris, 2013-2015) ou en combinaison avec d’autres œuvres. Fukushima, récit d'un désastre a notamment été plusieurs fois associé aux Notes de Hiroshima de Oe Kenzaburo et à La Supplication, le livre de Svetlana Alexievitch sur la catastrophe de Tchernobyl : par la Compagnie Coécie dans Réplique (à St Etienne et à Paris en 2016) , ou encore par Fabien Marquet et la Compagnie Le Quintet Plus, dans On ne prévient pas les grenouilles quand on assèche les marais, prix Tournesol en 2014 au Festival d’Avignon. Fukushima, terre des cerisiers, mis en scène au Festival d'Avignon 2016 par Brigitte Mounier et la Compagnie des Mers du Nord (chorégraphie : Antonia Vitti-Nakata) a également reçu le prix Tournesol.
La musique tenant un rôle essentiel dans son œuvre, des spectacles musicaux en ont également été tirés, comme le Pitt à Pawol de la Compagnie le Grand Balan de Yasmina Ho-You-Fat à la Maison de la Culture du Japon à Paris (2021) , ou l’oratorio électronique intitulé Fukushima de Marc Chalosse (2022-2023).

## Œuvre

### Romans et récits
- Kizu (La lézarde), Arléa, 2004 ; réédition sous le titre Kizu : à travers les fissures de la ville, Arléa, coll. « Arléa-poche » no 196 2013  (ISBN 978-2-36308-034-9)
- Tokyo, petits portraits de l’aube, Gallimard, 2004 ; réédition, Arléa, coll. « Arléa-poche » no 157 2010  (ISBN 978-2-86959-891-1) - Prix littéraire de l'Asie
- Sympathie pour le Fantôme, Gallimard, coll. « L'Infini », 2010  (ISBN 978-2-07-013004-7) - prix littéraire de la Porte Dorée
- Fukushima, récit d'un désastre, Gallimard, 2012  (ISBN 978-2-07-013735-0)
- Mémoires d'outre-mer, Gallimard, 2015  (ISBN 978-2-07-010677-6) - prix Franz-Hessel
- François, portrait d'un absent, Gallimard, 2018  (ISBN 978-2-07-280142-6) - prix Décembre
- Scrabble, Mercure de France, 2019  (ISBN 978-2-71-525316-2) (prix Jacques-Lacarrière)
- Ce qui nous arrive , avec Michaël Ferrier, Camille Ammoun, Érsi Sotiropoúlou, Fawzi Zebian et Makenzy Orcel, préface de Charif Majdalani, Inculte, 2022

### Essais
- La Tentation de la France, la Tentation du Japon : regards croisés, dir., éd. Picquier, 2003  (ISBN 2-87730-663-1)
- Céline et la chanson : de quelques oreilles que la poétique célinienne prête aux formes chantées, éd. du Lérot, 2004
- Japon, la Barrière des Rencontres, éd. Cécile Defaut, 2009  (ISBN 9782350180748)
- Maurice Pinguet, le texte Japon, introuvables et inédits, dir., éd. du Seuil, 2009  (ISBN 978-2020993456)
- Penser avec Fukushima (sous la direction de C. Doumet et M. Ferrier), Nantes, éditions nouvelles Cécile Defaut, 2016  (ISBN 9782350183800)
- Naufrage, sur la pandémie de Covid-19, coll. « Tracts », Gallimard, 2020
- Dans l'œil du désastre : créer avec Fukushima, sous la direction de Michaël Ferrier, éd. Thierry Marchaisse, 2021  (ISBN 978-2-36280-254-6), avec la participation des artistes Makoto Aida, Takashi Arai, Chim↑Pom, Marie Drouet, Hikaru Fujii, Thierry Girard, Yoi Kawakubo, Jacques Kraemer, Hélène Lucien, Bruno Meyssat, Chihiro Minato, Yoann Moreau, Brigitte Mounier, Kôhei Nawa, Shinji Ohmaki, Marc Pallain, Claude-Julie Parisot, Gil Rabier, Noi Sawaragi, Nobuhiro Suwa, Kota Takeuchi, Kenichi Watanabe, Yukinori Yanagi.
- Notre ami l'atome, écrits cinématographiques, en collaboration avec Kenichi Watanabe, Gallimard, 2021.

### Autres textes sur Fukushima
- « Fukushima : la cicatrice impossible » (sur la reconstruction du paysage après Fukushima), Cahiers de l'École de Blois, no 11, Les cicatrices du paysage, Ed. de la Villette, juin 2013, p. 72-79.
- « Fukushima ou la traversée du temps : une catastrophe sans fin », Esprit, no 405, Apocalypse, l'avenir impensable, juin 2014, p. 33-45.
- « Avec Fukushima », L'Infini, no 130, Gallimard, 2015, p. 64-79.
- « De la catastrophe considérée comme un des Beaux-Arts », Communications, no 96, Vivre la catastrophe, Le Seuil, 2015, p. 119-152.
- « Visualiser l'impossible : l'art de Fukushima », Art Press, no 423, juin 2015, p. 62-66.

### Autres publications
- Le Goût de Tokyo, anthologie commentée de textes sur Tokyo, Mercure de France, 2008  (ISBN 2-7152-2811-2).

### Films
- Le Monde après Fukushima, réal. Kenichi Watanabe, commentaire écrit par Michaël Ferrier, coproduction Arte France/Kami Productions  (France, 2013, 77 min) - prix « Lucien Kimitété » du festival international du film insulaire de Groix 2013.
- Terres nucléaires, une histoire du plutonium, réal. Kenichi Watanabe, commentaire écrit par Michaël Ferrier, coproduction Arte France/Seconde Vague Productions/Kami Productions (France, 2015, 83 min).
- Notre ami l'atome, réal. Kenichi Watanabe, commentaire écrit par Michaël Ferrier, coproduction Arte France/Radio Télévision Suisse/Kami Productions (France, 2019, 55 min). Prix du meilleur film documentaire, International Uranium Film Festival de Rio, Brésil, 2022.

Les textes des trois films ont été publiés en 2021 sous le titre Notre ami l'atome par Gallimard.

## Prix et distinctions
- 2005 : Tokyo, petits portraits de l'aube, prix littéraire de l'Asie, 2005
- 2010 : Sympathie pour le Fantôme, prix littéraire de la Porte Dorée 2010
- 2012 : ambassadeur interculturel de l'UNESCO depuis le 3 décembre 2012 (Club Sorbonne)
- 2012 : prix Édouard-Glissant 2012 pour l'ensemble de son œuvre
- 2013 : Prix Lucien Kimitété du Festival International du Film Insulaire (pour Le Monde après Fukushima, réalisé par Kenichi Watanabe)
- 2014 : Théâtre : prix Tournesol du Festival d’Avignon, On ne prévient pas les grenouilles quand on assèche les marais (tiré de Fukushima, récit d'un désastre)
- 2015 : prix Franz-Hessel pour Mémoires d'outre-mer
- 2016 : French Voices Award,  Over the Seas of Memory” (traduction de Mémoires d'outre-mer)[28]
- 2016 : Théâtre : prix Tournesol du Festival d’Avignon, Fukushima, Terre des cerisiers (tiré de Fukushima, récit d'un désastre)
- 2017 : prix littéraire Athéna (La Réunion) pour Mémoires d'outre-mer
- 2017 : prix Résidence d'auteur de la Fondation des Treilles
- 2018 : prix Décembre[29] pour François, portrait d'un absent
- 2020 : prix Jacques-Lacarrière pour Scrabble, une enfance tchadienne
- 2022 : Prix du festival international Uranium du film documentaire (pour Notre ami l’atome, réalisé par Kenichi Watanabe)